# U862 (潜水艦)
U862は第二次世界大戦時のドイツ海軍の潜水艦（Uボート）。IXD/2型。ドイツ降伏後は大日本帝国海軍に接収され、伊号第五百二潜水艦（いごうだいごひゃくにせんすいかん）となった。U862は7隻、42,374トンの船を沈めている。

## 艦歴
ブレーメンのAGヴェーザー社で建造。1941年6月5日発注。1942年8月15日起工。1943年6月8日進水。10月7日就役。艦長はハインリヒ・ティム（Heinrich Timm）大尉。ティムは1937年に掃海艇「M7」の艇長となり、1940年にイギリス潜水艦「スターフィッシュ」を撃沈。その後、潜水艦「U251」艦長となりPQ17船団攻撃などに参加した。「U251」は1943年6月からオーバーホールに入り、ティム以下「U251」乗員全員が「U862」に移った。
「U862」はインド洋行きとなり、5月21日（20日）にキールを出撃した。「U862」は日本軍向けの兵器の図面や水銀、鉛などを積んでいた。また、シュノーケルや潜水艦用の回転翼凧フォッケ・アハゲリスFa330バッハシュテルツェが搭載されていた。燃料タンクの亀裂が見つかったことから修理のためナルヴィクへ向かい、6月3日に同地を出発。デンマーク海峡を通過して大西洋へ向かい、7月25日に南大西洋でアメリカ船「ロビン・グッドフェロー（Robin Goodfellow）」（6885トンン）を沈めた。その際には発射した音響追尾魚雷G7esが「U862」の方へ戻ってくるといったこともあった。8月、インド洋に入る。「U862」は8月13日から19日にかけてイギリス船「レドベリー（Radbury）」（3614トン）、「エンパイア・ランサー（Empire Lancer）」（7037トン）、「ナイロン（Nairung）」（5414トン）、「ウェイファアラー（Wayfarer）」（5068トン）を沈めた。また、8月20日にはイギリスのPBYカタリナ飛行艇を撃墜した。9月9日、ペナンに到着。それからシンガポールへ移動し、オーバーホールや乗員の休養ののち、11月上旬にバタヴィアへ移った。そのころオーストラリア沖での通商破壊戦が計画され、「U862」はそれに参加することになった。「U862」は11月18日にバタヴィアを出撃。まずグレートオーストラリア湾へ向かったが成果はなく、ついでアデレード沖へ向かった。12月9日、「U862」はギリシャ船「Ilissos」（4724トン）を攻撃したが逃走された。オーストラリア海軍の「Burnie」と「Maryborough」が「U862」を捜索したが発見できずに終わっている。この後「U862」はシドニー沖へ向かう。12月下旬、「U862」はアメリカのリバティ船「ロバート・J。ウォーカー（Robert J. Walker）」（7180トン）を沈めた。それから「U862」はニュージーランドへ向かったが、そちらでは戦果は上がらなかった。1945年1月17日、「U862」は帰還命令を受けた。「U862」は2月6日にオーストラリアの南西沖でアメリカのリバティ船「ペーター・シルヴェスター（Peter Silvester）」（7176トン）を沈め、2月14日にバタヴィアに帰投した。この作戦時、「U862」では赤痢が蔓延した。2月18日、シンガポールへ向かう。
「U862」は5月12日にドイツへ向け出発する予定であったが、その前の5月7日にドイツは降伏。日本海軍に接収され、7月15日に艦籍に入って伊号第五百二潜水艦となる。呉鎮守府籍となり、第一南遣艦隊附属となった。
1945年11月30日除籍。1946年2月15日、マラッカ海峡でイギリスのフリゲート「Loch Lomond」により沈められた。

## 戦果一覧
| 日付                    | 船名             | 国籍           | トン数（GRT） | 位置                                                    | 死者数            | 積荷、乗船者                              |
| ----------------------- | ---------------- | -------------- | ------------- | ------------------------------------------------------- | ----------------- | ----------------------------------------- |
| 1944年7月25日           | Robin Goodfellow | アメリカ合衆国 | 6,885         | 南緯20度03分 西経14度21分 / 南緯20.050度 西経14.350度   | 68 （生存者なし） | クロム鉱石8,602トン                       |
| 1944年8月13日           | Radbury          | イギリス       | 3,614         | 南緯24度20分 東経41度45分 / 南緯24.333度 東経41.750度   | 23                | 石炭4–5,000トン                           |
| 16 August 1944年8月16日 | Empire Lancer    | イギリス       | 7,037         | 南緯15度00分 東経44度00分 / 南緯15.000度 東経44.000度   | 42                | 銅2,000トン 軍需物資1,000トン             |
| 1944年8月18日           | Nairung          | イギリス       | 5,414         | 南緯15度00分 東経42度00分 / 南緯15.000度 東経42.000度   | 92 （生存者なし） | 弾薬等                                    |
| 1944年8月19日           | Wayfarer         | イギリス       | 5,068         | 南緯14度30分 東経42度20分 / 南緯14.500度 東経42.333度   | 51                | 銅3,000トン 石炭2,000トン                 |
| 1944年12月24日          | Robert J. Walker | アメリカ合衆国 | 7,180         | 南緯36度35分 東経150度43分 / 南緯36.583度 東経150.717度 | 2                 | 空荷                                      |
| 1945年2月6日            | Peter Silvester  | アメリカ合衆国 | 7,176         | 南緯34度19分 東経99度37分 / 南緯34.317度 東経99.617度   | 33                | 陸軍の補給品2,700トン ラバ317頭 兵士107名 |

## 伊号第五百二潜水艦歴代艦長

### 艦長
1. 山中修明 少佐：1945年（昭和20年）7月15日 -